# Kazanowka (obwód czelabiński)
Kazanowka (ros. Казановка) – osiedle w Rosji, w obwodzie czelabińskim, w rejonie warnieńskim. W 2010 liczyło 528 mieszkańców.